# Ар-2
Ар-2 — радянський двомоторний пікіруючий бомбардувальник суцільнометалевої конструкції. Розроблено в ЦАГІ на базі бомбардувальника СБ під керівництвом О. О. Архангельського. Ар-2 створювався як спроба модернізувати літак СБ шляхом його переробки в пікіруючий бомбардувальник. На літаку були встановлені два двигуни М-105Р.

## Історія створення
Ар-2 розроблявся з 1939 року на базі СБ і спочатку позначався як СБ-РК («радіатори в крилі», від рос. радиаторы в крыле), оскільки основною зміною було переміщення радіаторів з гондоли двигуна на передній край крил. Також було додано повітряні гальма і дещо зменшили крила. Перший політ дослідний СБ-РК зробив в 1939 році, весною наступного року випробування продовжувались. В серпні 1940 року було випущено ще три прототипи з зміненою, більш аеродинамічною передньою частиною фюзеляжу, і в такому вигляді літак запустили в серійне виробництво.
З осені 1940 року СБ-РК випускався на заводі №22 в Москві. Серійний літак оснащувався двигунами М-105Р потужністю 1100 к.с., захисне озброєння складалось з трьох 7,62-мм кулеметів ШКАС в носовій установці, верхній турелі і нижній установці. Максимальне бомбове навантаження - 1600 кг: 600 кг в бомбовому відсіку і 4 × 250 кг бомби на зовнішніх підвісах. В грудні 1940 літак отримав нове позначення Ар-2 за прізвищем конструктора, але випуск був припинений в середині 1941 року. Загалом було виготовлено 190-200 літаків.
За своїми бойовими можливостями Ар-2 не поступався пікіруючому бомбардувальнику Пе-2 (дещо програвав в швидкості, але перевершував по бомбовому навантаженню, розміщенню бомб усередині фюзеляжу і наявністю автомата виведення бомб знаходяться всередині літака. Для порівняння, на Пе-2 при пікіруванні скидалися тільки бомби підвішені на зовнішніх підвісках), проте з ряду причин у велику серію так і не пішов.

## Бойове застосування
Пікірувальник перебував на озброєнні армійських змішаних авіаційних дивізій ВПС РСЧА разом з СБ. На момент нападу Німеччини Ар-2 стояли на озброєнні 2-го, 13-го, 46-го і 54-ог ШБАП, а крім того в 73-му бомбардувальному полку Балтійського флоту і 27-му винищувальному полку. При цьому кожен полк мав тільки 1-2 ескадрильї Ар-2, які складали меншість льотного складу. 
Як і інші частини, бомбардувальні полки зазнали значних втрат в перші дні війни, наприклад 13-й ШБАП втратив всі свої літаки до липня 1941, а 2-а ескадрилья 27-го полку, яка була перекинута в Білорусь здійснила 89 вильотів, і також втратила всі Ар-2. Найдовше Ар-2 використовував 73-й бомбардувальний полк флотської авіації: 30 червня його літаки бомбили німецькі війська біля Даугавпілса, в липні діяли проти кораблів в Балтійському морі, також здійснили декілька малих бомбардувальних рейдів на Пярну і Ригу, але вже в жовтні в полку залишились одиниці боєздатних Ар-2. Також застосовувався під час Повітряних боїв на Кубані 1943 року.
Один літак, який був збитий ворожим зенітним вогнем 25 липня 1941 року під час боїв за Великі Луки, було знайдено і піднято з дна озера пошуковим клубом «Ар'єргард».

## Тактико-технічні характеристики
Дані з История конструкций самолётов в СССР 1938—1950 гг.

### Технічні характеристики
- Екіпаж: 3 осіб (пілот, штурман, стрілець-радист)
- Довжина: 12,5 м
- Висота: 3,56 м
- Розмах крила: 18,0 м
- Площа крила: 48,2 м²
- Маса порожнього: 5160 кг
- Маса спорядженого: 6600 кг
- Максимальна злітна маса: 8150 кг
- Навантаження на крило: 139 кг/м²
- Двигун: 2 × М-105
- Потужність: 2 × 1050 к. с. (772 кВт)
- Питома потужність: 229,8 Вт/кг

### Льотні характеристики
- Максимальна швидкість: 443 км/год
- Крейсерська швидкість: 320 км/год
- Дальність польоту: 1500 км
- Практична стеля: 10000 м
- Швидкопідйомність: 12 м/с
- Довжина розбігу: 306 м
- Довжина пробігу: 514 м

### Озброєння
- Захисне: 3 × 7,62 мм кулемета ШКАС в носовій установці, верхній турелі і нижній установці.
- Бомбове:
  - до 600 кг. бомб в бомбовому відсіку
  - до 1000 кг. бомб на чотирьох зовнішніх підвісах